# Sokyrjanský rajón
Sokyrjanský rajón (ukrajinsky Сокирянський район) je bývalý rajón v Černovické oblasti na Ukrajině. Hlavním městem byly Sokyrjany a rajón měl přibližně 42 tisíc obyvatel. 

## Sídla v rajónu
- Sokyrjany